# Afroneta millidgei
Afroneta millidgei is een spinnensoort uit de familie hangmatspinnen (Linyphiidae). De soort komt voor in Ethiopië.